# Betula dugleana
Betula dugleana är en björkväxtart som beskrevs av Ernest Lepage. Betula dugleana ingår i släktet björkar, och familjen björkväxter. Inga underarter finns listade.